# Duthiea oligostachya
Duthiea oligostachya är en gräsart som först beskrevs av William Munro och James Edward Tierney Aitchison, och fick sitt nu gällande namn av Otto Stapf. Duthiea oligostachya ingår i släktet Duthiea och familjen gräs.
Artens utbredningsområde är Afghanistan. Inga underarter finns listade i Catalogue of Life.